# Vega (raketa)
Raketa Vega byla evropská lehká nosná raketa pro náklady s hmotností do 2100 kilogramů. Provozovatelem byla společnost Arianespace, která zajišťovala starty z kosmodromu Kourou ve Francouzské Guyaně.
Raketa byla určena pro vynášení malých vědeckých družic vypouštěných na nízkou nebo polární dráhu. Raketa je čtyřstupňová, přičemž první tři stupně jsou poháněny tuhými pohonnými látkami. Čtvrtý stupeň je vybaven jedním motorem na kapalné pohonné látky, který spaluje asymetrický dimethylhydrazin a oxid dusičitý (N2O4).
Vývoj Vegy započal roku 1998, kdy se projekt lehkého nosiče Italské kosmické agentury (ASI) stal mezinárodním projektem pod dohledem ESA. Vývoj z 60 % financovala Evropská kosmická agentura, z 25 % Francie. Na projektu se podílely i Belgie, Francie, Itálie, Nizozemsko, Španělsko, Švédsko a Švýcarsko. První start proběhl 13. února 2012. Od roku 2022 ji nahrazuje nová verze Vega C s vyšší nosností. Poslední původní Vega úspěšně vynesla náklad v roce 2024. 

## Vývoj a popis stupňů
Jako první byl postaven a otestován třetí stupeň nazývaný Zefiro 9. První testovací zážeh proběhl 20. prosince 2005 na italské raketové základně Salto di Quirra a byl úspěšný. Druhý test proběhl 28. března 2007 a během zážehu došlo k poklesu tlaku ve spalovací komoře a tím ke snížení tahu a prodloužení doby hoření. Příčiny tohoto jevu nebyly zveřejněny. Další test vylepšeného stupně s novou tryskou se uskutečnil 23. října 2008 a dopadl úspěšně. Poslední test proběhl 30. dubna 2009 a stupeň byl prohlášen za odzkoušený a připravený k provozu.
Druhý stupeň zvaný Zefiro 23 byl poprvé zažehnut na základně Salto di Quirra 26. června 2006. První test byl úspěšný a 27. března 2008 byl proveden druhý úspěšný testovací zážeh, po němž byl stupeň prohlášen za způsobilý. Plášť druhého stupně je zhotoven z vinutého uhlíkového kompozitu CFRP a tryska je vyrobena z uhlík-uhlíkového laminátu.
První stupeň P80 je velmi podobné konstrukce jako Zefiro 23. Tryska je ovladatelná elektro-mechanickým systémem pro směrování tahu a řízení letu. První testovací zážeh proběhl na Guyanském kosmickém centru 30. listopadu 2006 a byl úspěšný. Druhý zážeh proběhl 4. prosince 2007 a motor pracoval 111 sekund a produkoval tah 190 tun.
Čtvrtý stupeň se nazývá AVUM (Attitude Vernier Upper Module) a je složen z pohonného a avionického modulu. AVUM slouží pro konečné navedení na oběžnou dráhu. Motor pracuje na principu přetlakového cyklu a spaluje asymetrický dimethylhydrazin a oxid dusičitý (N2O4). Zajímavou, v dnešní době však zároveň nezbytnou funkcí je možnost návratu tohoto modulu do atmosféry, kde bezpečně shoří. Díky této funkci je prakticky eliminováno nebezpečí srážky s vesmírným smetím a tedy jeho znehodnocování a zvyšování nebezpečnosti. Funguje na podobném principu, jako např. návratové kapsle – využívá trysek studeného vzduchu (každá o tahu 50 N), uložených ve dvou oddílech po třech.
|                       | První stupeň | Druhý stupeň | Třetí stupeň | Čtvrtý stupeň |
| --------------------- | ------------ | ------------ | ------------ | ------------- |
| Označení              | P80          | Zefiro 23    | Zefiro 9     | AVUM          |
| Výška                 | 10,5 m       | 7,5 m        | 3,85 m       | 1,74 m        |
| Průměr                | 3 m          | 1,9 m        | 1,9 m        | 1,9 m         |
| Hmotnost paliva       | 88 t         | 23,9 t       | 10,1 t       | 0,55 t        |
| Maximální tah         | 3040 kN      | 1200 kN      | 213 kN       | 2,45 kN       |
| Expanzní poměr trysky | 16           | 25           | 56           | -             |
| Doba zážehu           | 107 s        | 71 s         | 117 s        | 315 s         |

## Dispenser
Brněnská firma S.A.B. Aerospace vyvíjí novou plošinu pro raketu Vega, která namísto dřívějších 4 satelitů jich může vynést několik desítek. Plošina se jmenuje "Dispenser". První let dispenzru proběhl v září roku 2020.

## Provoz
První start rakety Vega proběhl z kosmodromu Kourou 13. února 2012 v 10:00 GMT. Raketa vynesla devět družic – LARES (LAser RElativity Satellite) italské kosmické agentury ASI, ALMASat-1 Boloňské univerzity a sedm nanosatelitů evropských univerzit – italské e-St@r a UniCubeSat GG, rumunský Goliat, maďarský MaSat-1, polský PW-Sat, francouzský Robusta a španělský Xatcobeo. Maďarská, polská a rumunská družice se staly prvními družicemi dotyčných zemí.
11. únor 2015 vyslala Vega k testovacímu suborbitálnímu letu zařízení IXV, první prototyp evropského raketoplánu (vztlakového tělesa). Let skončil úspěšně přistáním na hladinu Tichého oceánu.
| Let číslo | Datum startu (UTC)          | Náklad                                                                      | Trajektorie                 | Výsledek |
| --------- | --------------------------- | --------------------------------------------------------------------------- | --------------------------- | -------- |
| VV01      | 13. února 2012 10:00:00     | LARES ALMASat-1 e-st@r Goliat MaSat-1 PW-Sat ROBUSTA UniCubeSat-GG Xatcobeo | LEO                         | Úspěch   |
| VV02      | 7. května 2013 02:06:31     | PROBA-V VNREDSat 1A ESTCube-1                                               | SSO                         | Úspěch   |
| VV03      | 30. dubna 2014 01:35:15     | KazEOSat 1                                                                  | SSO                         | Úspěch   |
| VV04      | 11. února 2015 13:40:00     | IXV                                                                         | Suborbitální                | Úspěch   |
| VV05      | 23. června 2015 01:51:58    | Sentinel-2A                                                                 | SSO                         | Úspěch   |
| VV06      | 3. prosince 2015 04:04:00   | LISA Pathfinder                                                             | Librační bod L1 Slunce-Země | Úspěch   |
| VV07      | 16. září 2016 01:43:35      | PeruSat-1 SkySat 4-7                                                        | SSO                         | Úspěch   |
| VV08      | 5. prosince 2016 13:51:44   | Göktürk-1A                                                                  | SSO                         | Úspěch   |
| VV09      | 7. března 2017 01:49:24     | Sentinel-2B                                                                 | SSO                         | Úspěch   |
| VV10      | 2. srpna 2017 01:58:33      | OPSAT-3000 VENµS                                                            | SSO                         | Úspěch   |
| VV11      | 8. listopadu 2017 01:42:31  | Mohammed VI-A (MN35-13A)                                                    | SSO                         | Úspěch   |
| VV12      | 22. srpna 2018 21:20:09     | ADM-Aeolus                                                                  | SSO                         | Úspěch   |
| VV13      | 21. září 2018 01:42:31      | Mohammed VI-B (MN35-13B)                                                    | SSO                         | Úspěch   |
| VV14      | 22. března 2020 01:50:35    | PRISMA                                                                      | SSO                         | Úspěch   |
| VV15      | 11. července 2019 01:53     | Falcon Eye 1                                                                | SSO                         | Neúspěch |
| VV16      | 3. září 2020 01:51:10       | SSMS PoC 1 (53 družic)                                                      | SSO                         | Úspěch   |
| VV17      | 17. listopadu 2020 01:52:20 | SEOSat-Ingenio TARANIS                                                      | SSO                         | Neúspěch |
| VV18      | 29. dubna 2021              | Pléiades-Neo 3                                                              | SSO                         | Úspěch   |
| VV19      | 17. srpna 2021              | Pléiades-Neo 4                                                              | SSO                         | Úspěch   |
| VV20      | 16. listopadu 2021          | CERES 1/2/3                                                                 | SSO                         | Úspěch   |

## Galerie

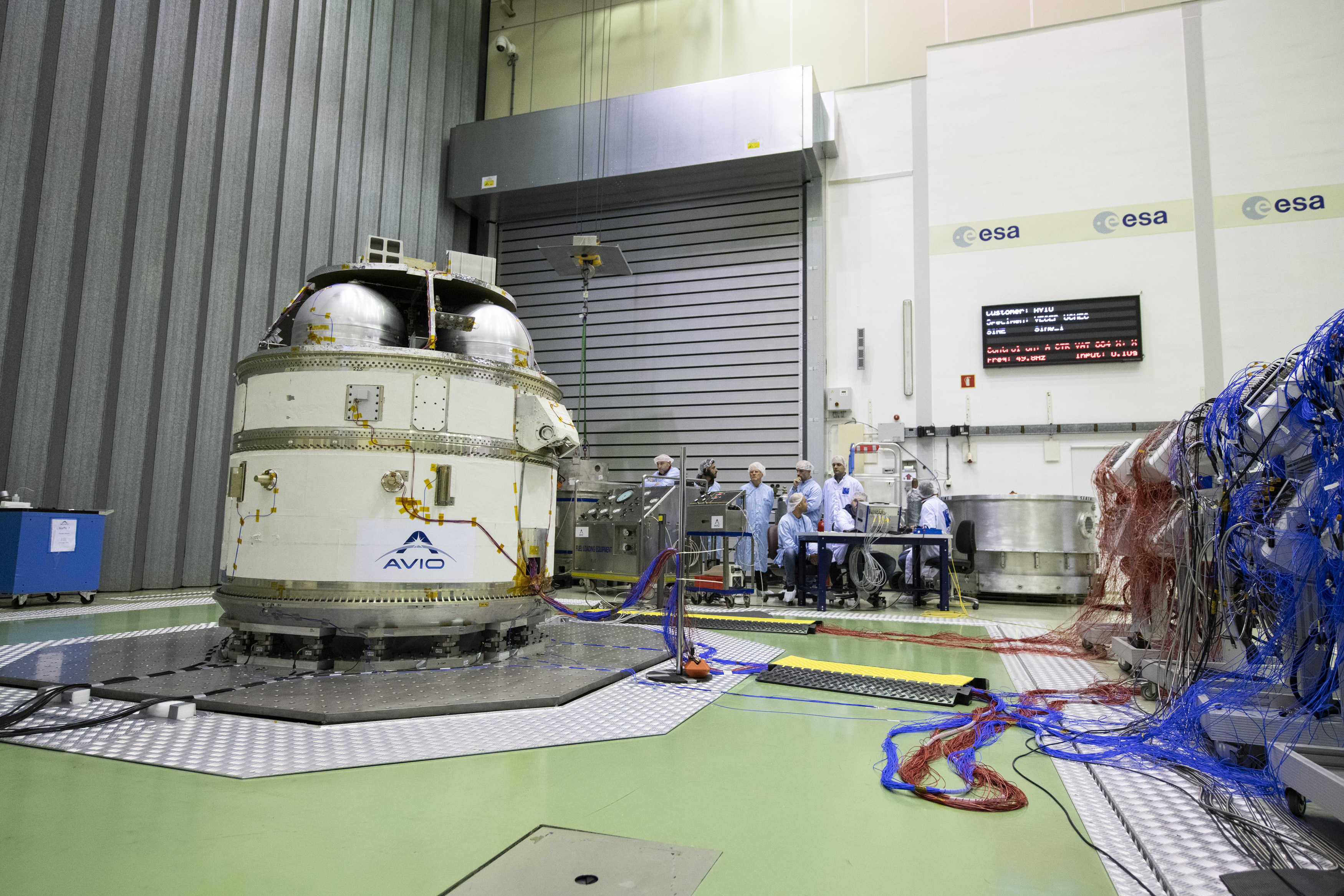
Horní stupeň AVUM rakety Vega.
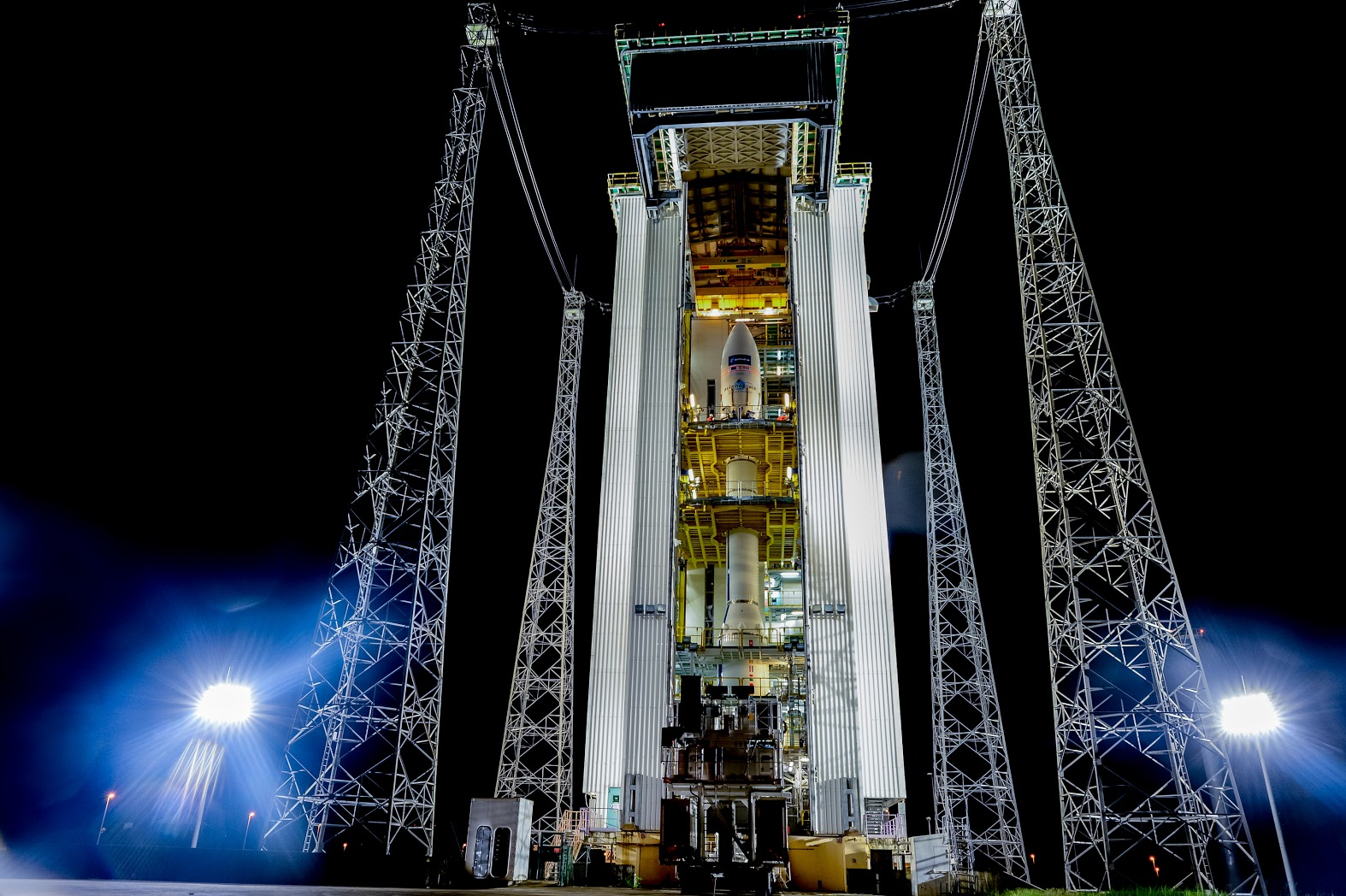
Sestavování rakety Vega.
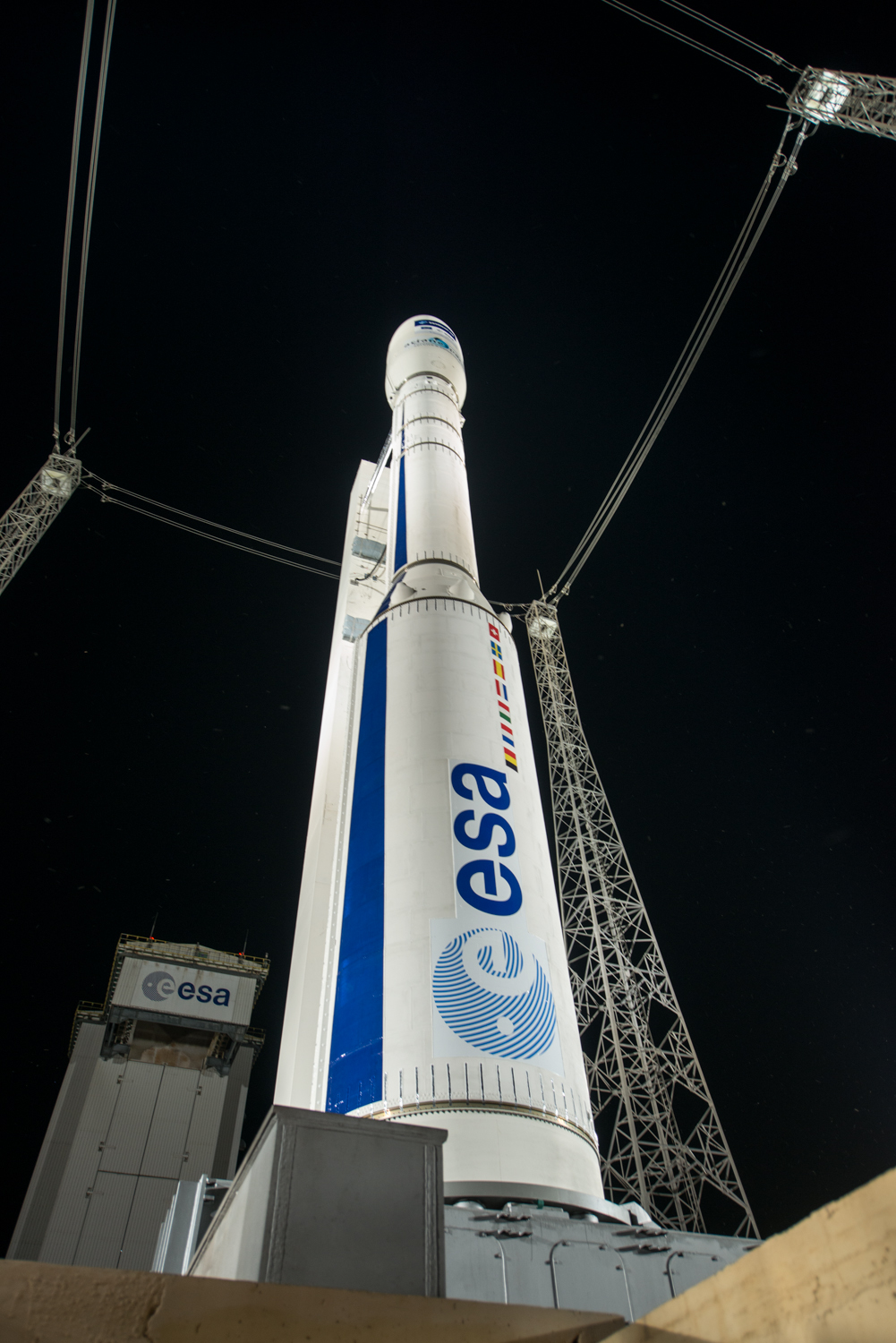
Raketa Vega na startovací rampě.
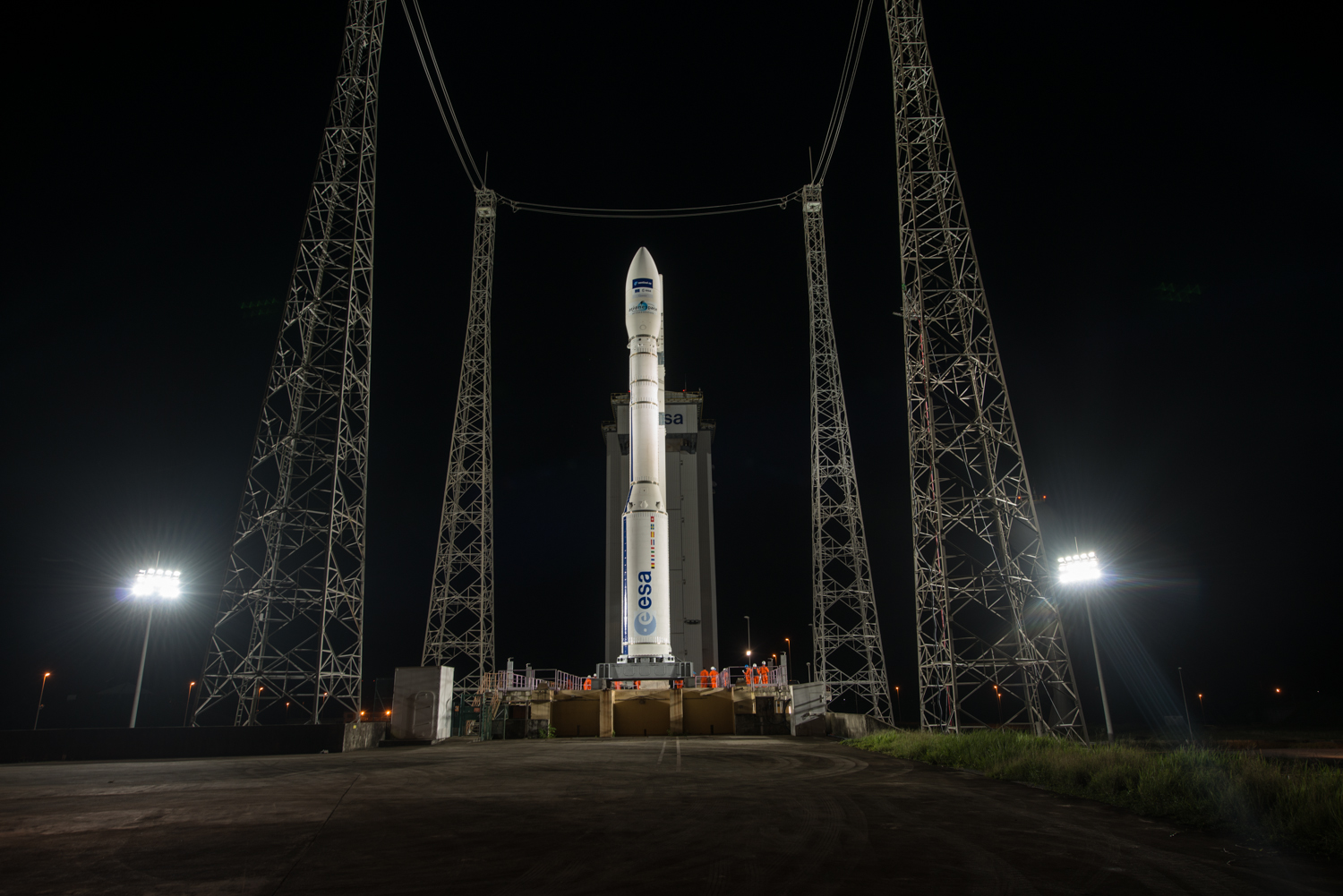
Raketa Vega na startovací rampě.

### Srovnatelné nosiče
- Naro-1 — Jihokorejský nosič
- Dlouhý pochod 2C — nosič Čínské lidové republiky
- Minotaur – Americký nosič na tuhá paliva
- Rokot – Ruský nosič konvertovaný z rakety dlouhého doletu
- Angara 1.2 – lehký nosič Ruska, náhrada nosiče Rokot
- PSLV – lehký indický nosič